# Souhvězdí Trojúhelníku
Trojúhelník je malé souhvězdí v severní části hvězdné oblohy. Jeho jméno v latině je Triangulum (tj. trojúhelník) a je odvozené od tří nejjasnějších hvězd, které v souhvězdí tvoří dlouhý a úzký výrazný trojúhelník. Souhvězdí bylo známé již starověkým Babyloňanům a Řekům a souhvězdí je jedním ze 48 souhvězdí uvedených v díle řeckého astronoma Ptolemaia z 2. století našeho letopočtu. Nebeští kartografové Johann Bayer a John Flamsteed počátkem novověku v souhvězdí katalogizovali hvězdy, z nich šest má Bayerovo označení.
Bílé hvězdy Beta Trianguli (β Tri) a Gama Trianguli (γ Tri), které mají hvězdnou velikost 3,00m a 4,00m, tvoří základnu trojúhelníku a žlutobílá hvězda Alfa Trianguli (α Tri), o hvězdné velikosti 3,41m, tvoří vrchol rovnoramenného trojúhelníku. Zajímavou dvojhvězdou je Ióta Trianguli (ι Tri). V souhvězdí jsou tři hvězdné systémy s potvrzenými planetami. Dále se v souhvězdí nachází několik jasnějších galaxií, z nichž nejjasnější a nejbližší je galaxie v Trojúhelníku, v Messierově katalogu vesmírných objetků má galaxie označení M33. Galaxie je členem místní skupiny galaxií. První objevený kvasar 3C 48 se nachází uvnitř hranic souhvězdí Trojúhelníku.

## Historie a mytologie
V mezopotámském klínopisném hvězdném katalogu MUL.APIN tvoří Trojúhelník spolu s hvězdou Almach v souhvězdí Andromedy část souhvězdí Pluhu (symbolicky Mul.APIN), úvodní souhvězdí kalendářního roku. Tabulky, které vznikly přibližně tisíc let před naším letopočtem, se jmenují právě po úvodním souhvězdí MUL.APIN. Pluh byl prvním souhvězdím vnitřního kruhu a označoval hvězdy na Cestě Enlilově. Začátek jarní orby v únoru se shodoval s heliaktickým východem souhvězdí (souhvězdí vychází nad obzor před východem Slunce). Souhvězdí Pluhu odpovídalo v době, kdy vznikal katalog MUL.APIN, nejsevernějšímu čtvrtletí dráhy Slunce, což odpovídá 45 dnům v období před i po letním slunovratu.
Starověcí Řekové nazývali souhvězdí Trojúhelníku Deltodon (Δελτωτόν), protože souhvězdí připomínalo tvarem velké řecké písmeno delta (Δ). To bylo převzato římskými spisovateli, později přeloženo do latiny jako Deltotum.
Eratosthenés v souhvězdí viděl nilskou deltu, zatímco římský spisovatel Hyginus tvar souhvězdí spojoval trojúhelníkovou podobou ostrova Sicílie, který byl známý jako Trinacria kvůli svému tvaru. Souhvězdí bylo též nazýváno Sicilia, protože Římané věřili, že Ceres, římská bohyně úrody a patronka Sicílie, poprosila Jupitera o umístění ostrova v nebesích. Řečtí astronomové, jako Hipparchos a Ptolemaios nazývali souhvězdí Trigonon (Τρίγωνον), což bylo později romanizováno na Trigonum. Židé souhvězdí nazývali šališ (hebrejsky שליש‎) podle biblického hudebního nástroje zmíněného v 1. knize Samuelově.
Další názvy týkající se jeho tvaru zahrnují Tricuspis a Triquetrum. Alfa Trianguli a Beta Trianguli byly nazývány Al Mīzān, což je arabsky "zářící paprsek". V čínské astronomii byly Almach a okolní hvězdy, včetně Bety, Gamy a Delty Trianguli, nazývány Tchien-ta ťiang-ťün (天大将军, „Největší nebeský generál“), představujícího slávu a čest v astrologii a velkého generála v mytologii. Alfa Trianguli byla pro Číňany Ťün-nan-men (军南门), „jižní brána velitelství“ nebeského generála.
Později, v 17. století, německý kartograf a astronom Johann Bayer nazval souhvězdí Triplicitas a Orbis terrarum tripertitus, pro tři regiony na severní polokouli, Evropu, Asii a Afriku. Triangulus septentrionalis byl název, který se používal pro odlišení od souhvězdí Jižního trojúhelníku, Triangulus Australis. Polský astronom Johannes Hevelius ze tří slabých hvězd - 6, 10 a 12 Trianguli, vytvořil nové souhvězdí Trojúhelník Minus v roce 1690 ve svém katalogu Firmamentum Sobiescianum. Originální souhvězdí přejmenoval Triangulum Majus. Menší souhvězdí nebylo v roce 1920 uznáno Mezinárodní astronomickou unií (IAU).

## Charakteristika
Malé souhvězdí Trojúhelníku je ohraničené souhvězdím Andromedy na severu a západě, souhvězdím Ryb na západě a jihu, souhvězdím Berana na jihu a východě a souhvězdím Persea na východě. Střed souhvězdí nachází se v polovině vzdálenosti mezi hvězdami Almach a Hamal. Třípísmenná zkratka souhvězdí Tri byla IAU přijata v roce 1922. Oficiální hranice souhvězdí, stanovené Eugènem Delportem v roce 1930, jsou definovány jako polygon 14 stran. V rovníkových souřadnicích je rektascenze mezi 01h 31,3m a 02h 50,4m, zatímco deklinaci popisují souřadnice mezi 25,60° a 37,35°. Souhvězdí má rozlohu 132 čtverečních stupňů a zabírá 0,320 procent noční oblohy. Souhvězdí Trojúhelníku je rozlohou na 78. místě ze 88 souhvězdí.

## Zajímavé objekty

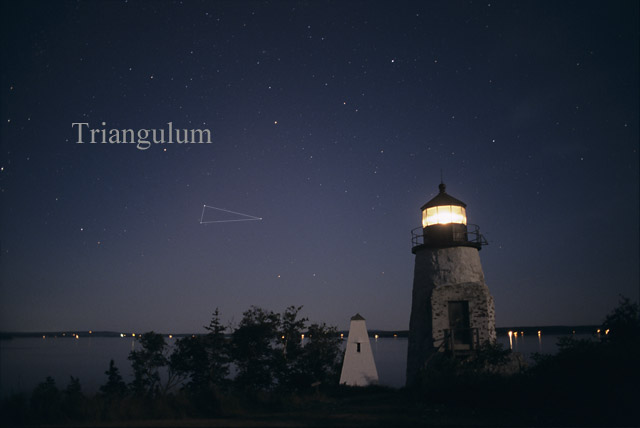
Souhvězdí Trojúhelníku viditelné na noční obloze pouhým okem

Johann Bayer v souhvězdí katalogizoval pět hvězd, kterým dal Bayerovo označení, hvězdám od alfy po epsilon. John Flamsteed přidal etu, iótu a čtyři hvězdy označené latinkou; z nich pouze označení pro iótu je používáno dodnes, ostatní hvězdy byly v následujících katalozích a hvězdných mapách vynechány. Flamsteed dal 16 hvězdám Flamsteedovo označení, z toho označení 1 a 16 nejsou již používána. Souřadnice 1 Trianguli byly chybné, žádná hvězda se v místě, které odpovídá umístění hvězdy v Flamsteedově katalogu Catalogus Britannicus, nevyskytuje. Anglický astronom Baily předpokládal, že souřadnice, které měly patřit hvězdě 1 Trianguli, ve skutečnosti náleží hvězdě s hvězdnou velikostí 7,4m – HD 10407, které se liší od její polohy o 32 vteřin a Flamsteed je uvedl omylem. Baily také poznamenal, že 16 Trianguli se nachází blízko souhvězdí Berana a hvězdu zařadil do druhého souhvězdí.

### Hvězdy
Tři hvězdy v souhvězdí tvoří dlouhý úzký trojúhelník, díky kterému získalo své jméno. Nejjasnější hvězdou souhvězdí je bílá obří hvězda Beta Trianguli (β Tri) o zdánlivé hvězdné velikosti 3.00m, nacházející se 127 světelných let daleko od Země.
Jedná se spektroskopickou dvojhvězdu. Jasnější je bílá hvězda spektrálního typu A5IV, o hmotnosti 3,5násobku našeho Slunce, která se začíná rozpínat a opouštět hlavní posloupnost. O slabší složce je málo poznatků, ale pravděpodobně se jedná o žlutobílou hvězdu spektrální typu F, nacházející se na hlavní posloupnosti. Má přibližně 1,4násobek hmotnosti Slunce. Hvězdy obíhají kolem společného těžiště jednou za 31 dní a jsou obklopeny prstencem prachu, který sahá do vzdálenosti 50-400 AU.
Druhá nejjasnější hvězda souhvězdí Alfa Trianguli (α Tri), je žlutobílý podobr (3,41m). Jedná se o těsnou dvojhvězdu s oběžnou dobou 1,74 dne. Hvězda je také známá jako Caput Trianguli či Ras al Muthalath a nachází se na vrcholu trojúhelníku. Od hvězdy Hamal v souhvězdí Berana je vzdálena asi 7 stupňů severo-severozápadně. Poslední hvězdou trojúhelníku je Gama Trianguli (γ Tri), bílá hvězda hlavní posloupnosti spektrálního typu A1Vnn, zdánlivé hvězdné velikosti 4m, vzdálená 112 světelných let od Země. Je dvojhvězdou, přibližně 33krát jasnější než Slunce s vysokou rychlostí rotace, v důsledku čehož bude nejspíše nápadně zploštělá. Stejně jako Beta, je obklopena prachoplynovým diskem, který má poloměr 80krát větší než je vzdálenost Země od Slunce. Gama Trianguli spolu s hvězdami Delta a 7 Trianguli tvoří optickou trojhvězdu. Delta je spektroskopická dvojhvězda, její složky jsou dvě žluté hvězdy hlavní posloupnosti podobných rozměrů jako Slunce, které se nachází 35 světelných let od Země. Dvě hvězdy obíhají kolem společného těžiště jednou za deset dní a odděluje je vzdálenost 0,1 AU. Jedná se o nejbližší hvězdu v souhvězdí. 7 Trianguli je mnohem vzdálenosti od Země, zhruba 280 světelných let a má hvězdnou velikost 5,25m.
Ióta Trianguli (ι Tri) je dvojhvězdou, lze ji rozlišit již dalekohledy střední velikosti na žlutou a bledě modrou složku. Obě hvězdy jsou dále spektroskopickými dvojhvězdami, takže se jedná o čtyřhvězdu. X Trianguli je zákrytová proměnná hvězda, jejíž jasnost kolísá mezi 8,5m a 11,2m v periodě 0,97 dne. RW Trianguli je kataklyzmická proměnná hvězda. Jedná se o dvojhvězdu složenou z bílého trpaslíka a jasnější oranžové hvězdy hlavní posloupnosti spektrálního typu K7V. Bílý trpaslík pomocí akrečního disku nasává hmotu z druhé hvězdy. Systém se nachází ve vzdálenosti 1075 světelných let.
R Trianguli je dlouhoperiodická proměnná hvězda typu Mira, její jasnost se pohybuje mezi hvězdnou velikostí 6,2m až 11,7m v periodě 267 dne. Jedná se o červeného obra spektrálního typu M3.5-8e, nacházejícího se ve vzdálenosti 960 světelných let. HD 12545, nebo XX Trianguli, je oranžový obr spektrálního typu K0III ve vzdálenosti 520 světelných let hvězdné velikosti 8,42m. Na povrchu hvězdy byla astronomy detekována v roce 1999 skvrna větší než je průměr Slunce pomocí Dopplerova zobrazování.
V souhvězdí se nachází tři hvězdy, u kterých byly potvrzeny planety. HD 9446 je Slunci podobná hvězda vzdálená přibližně 171 světelných let. Má dvě planety o hmotnosti 0,7 a 1,8 Jupitera, s oběžnou dobou 30 a 193 dne.
WASP-56 je Slunci podobná hvězda spektrálního typu G6 a zdánlivé hvězdné velikosti 11,48m s planetou 0,6 hmotnosti Jupitera, s oběžnou dobou 4,6 dne. HD 13189 je oranžový obr spektrálního typu K2II asi 2 až 7krát hmotnější než Slunce, okolo ní obíhá planeta nebo hnědý trpaslík 8 až 20krát hmotnější než Jupiter, který má oběžnou dobu 472 dne. Je jednou z největších hvězd, u níž byla objevena planeta.

### Objekty hlubokého vesmíru

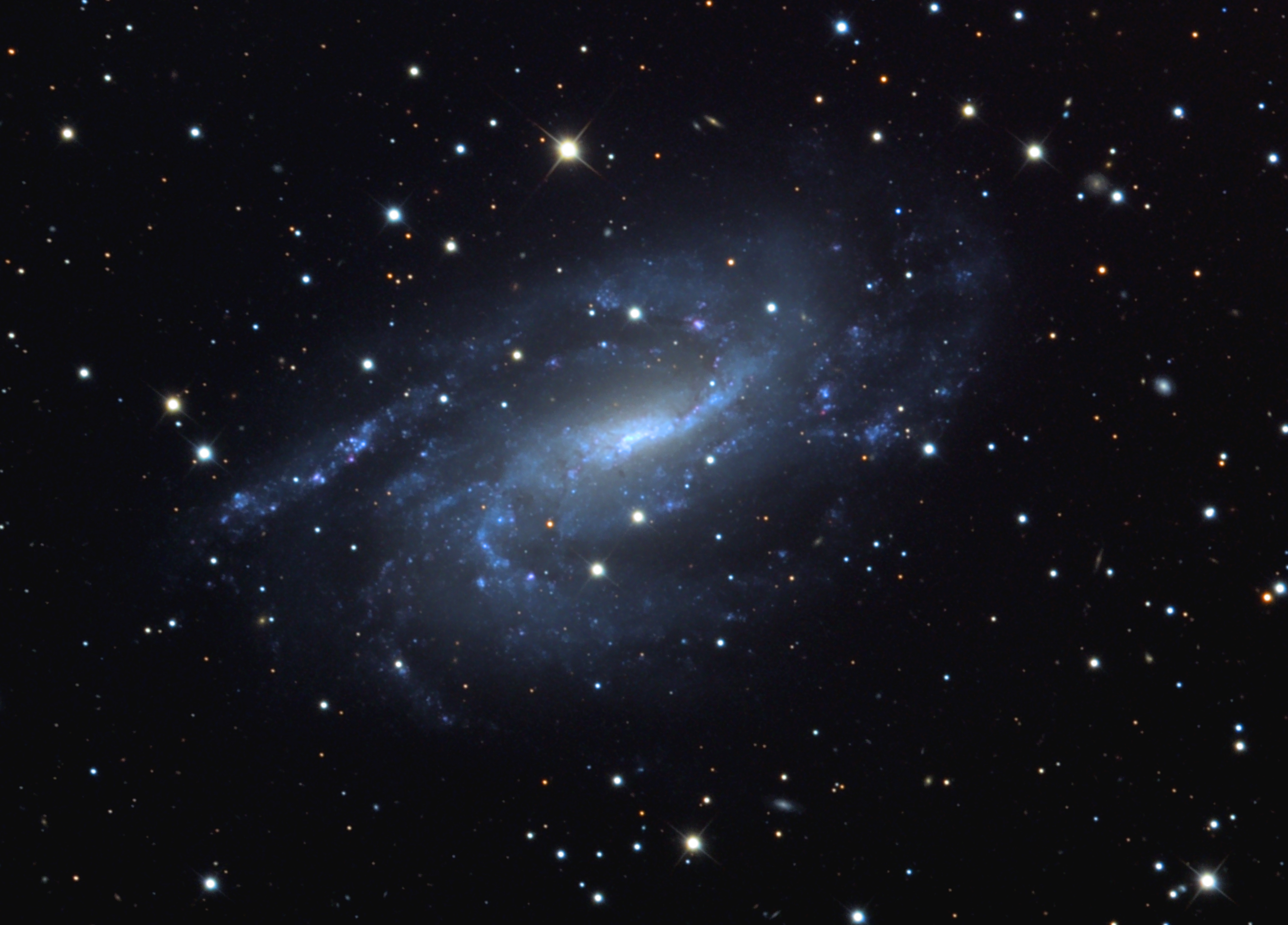
Spirální galaxie NGC 925

Nejznámějším objektem hlubokého vesmíru v souhvězdí je Galaxie v Trojúhelníku, která je též známá pod označením Messier 33 (NGC 598). Objevena byla Giovanni Battistou Hodiernou v roce 1600. Je členem místní skupiny galaxií, nachází se ve vzdálenosti přibližně 2,3 milionu světelných let a má hvězdnou velikost 5,8m a je dostatečně jasná, aby byla vidět pouhým okem při nejtemnější obloze. Při světelném znečištění je náročné ji najít, protože není pozorovatelná ani v malém dalekohledu. V triedru je rozlehlou slabší oválnou skvrnou o velikosti asi jednoho stupně a pro velké dalekohledy s malým zorným polem je proto naprosto nevhodným objektem. Proto je vhodné kvůli k její nízké povrchové jasnosti zvolit menší zvětšení dalekohledu. Jedná se o spirální galaxii s průměrem 46 tisíc světelných let. Je menší než galaxie v Andromedě a Mléčná dráha. Vzdálenost menší než 300 tisíc světelných mezi ní a galaxií v Andromedě podporuje hypotézu, že se jedná o satelitní galaxii v galaxie Andromedě. V souhvězdí se galaxie nachází v blízkosti hranice souhvězdím Ryb, 3,5 stupně západně-severozápadně od Alfy Trianguli a 7 stupňů jihozápadně od Mirachu. V galaxii se nachází NGC 604, HII oblast, ve které se tvoří nové hvězdy.
Kromě M33 existuje v souhvězdí několik galaxií z katalogu NGC mezi 12 až 14 magnitudou. Největší z nich NGC 925 je spirální galaxií,má délku 10 obloukových minut a 12. magnitudu. NGC 672 je spirální galaxií s příčkou, má délku 5 obloukových minut a je hvězdné velikosti 11,6m . V její blízkosti nachází se galaxie IC 1727 a je pravděpodobné, že obě galaxie na sebe vzájemně gravitačně působí. Odděluje je vzdálenost 88 tisíc světelných let a nachází se ve vzdálenosti 18 miliónů světelných let. Tyto dvě izolované trpasličí galaxie spolu s dalšími další čtyřmi nepravidelnými trpasličími galaxiemi v okolí tvoří skupinu galaxií NGC 672. Ve skupině galaxií probíhala v posledních deseti miliónech let bouřlivá tvorba hvězd. Skupina galaxií je spojena s jinou skupinou šesti galaxií známou jako skupina NGC 784, která je pojmenovaná pro její hlavní galaxii, spirální galaxii NGC 784. Spolu se dvěma dalšími izolovanými trpasličími galaxiemi, těchto čtrnáct galaxií se pravděpodobně pohybuje stejným směrem prostorem a pravděpodobně tvoří vlákna temné hmoty. 3C 48 je první pozorovaný kvasar, nicméně jeho pravá podstata byla objevena až po pozorování kvasaru 3C 273 v roce 1963. Má zdánlivou hvězdnou velikost 16,2m a nachází se asi 5 stupňů severozápadně od Alfy Trianguli.